# Rhodometra gegenaria
Rhodometra gegenaria là một loài bướm đêm trong họ Geometridae.